# Pieter J. R. Modderman
Pieter Jan Remees Modderman (* 10. März 1919 in Tanah Radja, Sumatra; † 18. April 2005 in Arnhem) war ein niederländischer Prähistorischer Archäologe, der sich besonders in der Erforschung des Altneolithikums hervortat.

## Leben
Modderman wurde in Tanah Radja auf der Insel Sumatra (Indonesien) geboren, das damals eine niederländische Kolonie war. Er promovierte 1945 an der Universität von Groningen bei van Giffen. Er arbeitete seit 1961 als Konservator des Rijksdienst voor het Oudheidkundig Bodemonderzoek (ROB) in Amersfoort und wurde dann Privatdozent für Vorgeschichte an der Reichsuniversität Utrecht, bis er als Professor an die Universität Leiden berufen wurde, wo er auch Dekan war. Er wurde 1982 emeritiert.

## Forschung
Das Hauptarbeitsgebiet von Pieter Modderman war das Altneolithikum Zentraleuropas. Er grub zahlreiche LBK-Siedlungen im Süd-Limburger Lößgebiet aus und legte die Grundlagen der Keramikchronologie. Seine Typologie Bandkeramischer Häuser wurde mehrfach erweitert, unter anderem von Detlev von Brandt, bildet aber noch immer die Grundlage jeder Ansprache.
1970 prägte Modderman den Begriff der Limburger Gruppe; heute auch Rhein-Maas-Schelde-Mesolithikum genannt.

## Ausgrabungen
- Elsloo, Limburg
- Stein, Limburg
- Geleen, Limburg
- Hienheim, Bayern

## Werke
- Modderman, Pieter J. R./H. Waterbolk: Zur Typologie der verzierten Tonware aus den Bandkeramischen Siedlungen in den Niederlanden. Palaeohistoria 6–7, 1959, 173–181.
- The Neolithic burial vault at Stein. Analecta Praehistorica Leidensia 1, 1964, 3–16.
- Linearbandkeramik aus Elsloo und Stein. ’s-Gravenhage, Staatsuitgeverij, Analecta Praehistorica Leidensia 3, 1970.
- Die Hausbauten und Siedlungen der Linienbandkeramik in ihrem westlichen Bereich. In: Hermann Schwabedissen (Hrsg.): Die Anfänge des Neolithikums. Fundamenta A3 Va, Köln 1976, 77–84.
- Ceramique du Limburg: Rhenanie, Westphale, Pays-Bas, Hesbaye. Helinium 21, 1981, 140–160.
- Die Bandkeramik im Graetheidegebiet, Niederländisch-Limburg. Berichte der Römisch-Germanischen Kommission 66, 1985, 25–121.
- The linear pottery culture: diversity in uniformity. Amersfoort, Rijksdienst voor het Oudheidkundig Bodemonderzoek 1988.
- P. J. R. Modderman/M. J. G. Th. Montforts: Archeologische kroniek van Gelderland 1970–1984. Amersfoort, R.O.B. 1991.